# 903. pr. Kr.
◄ | 11. stoljeće pr. Kr. | 10. stoljeće pr. Kr. | 9. stoljeće pr. Kr. | ►
◄ | 930-ih pr. Kr. | 920-ih pr. Kr. | 910-ih pr. Kr. | 900-ih pr. Kr. | 890-ih pr. Kr. | 880-ih pr. Kr. | 870-ih pr. Kr. | ►
◄◄ | ◄ | 906. pr. Kr. | 905. pr. Kr. | 904. pr. Kr. | 903 pr. Kr. | 902. pr. Kr. | 901. pr. Kr. | 900. pr. Kr. | ► | ►►
Astronomija

## Događaji
- Asirijski kralj, Adadnirari II., ratuje protiv Hurita i Aramejaca i poražava ih.